# Eggerth Márta

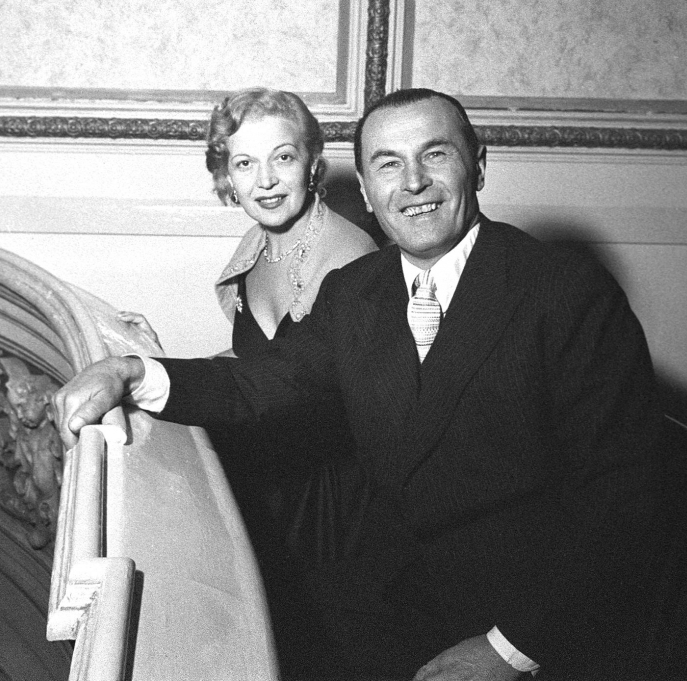
Férjével, Jan Kiepurával 1954-ben

Eggerth Márta (Budapest, Terézváros, 1912. április 17. – Rye, New York, 2013. december 26.) nemzetközileg ismertebb nevén Marta Eggerth évtizedeken át az Egyesült Államokban élő koloratúrszoprán énekesnő, színésznő.

## A kezdetek
A zene, az éneklés szeretetét családi örökségként kapta. Bankigazgató édesapja értő zenebarát volt, édesanyja, Tilly Herzog pedig a Zeneakadémián tanult énekelni. Ő fedezte fel a kislány tehetségét, feladta saját karrierjét, hogy lánya pályáját segíthesse.
Alig tizenegy éves volt, amikor először fellépett a Pesti Vigadóban. Ebben az évben az Operaházban is bemutatkozott, Jacques Offenbach Hoffmann meséiben Olympiát énekelte. Tizenöt évesen a Magyar Színházban a Párizsi kirakat című darab főszereplője volt, amit Az utolsó Verebélyi lány című Ábrahám Pál-operett követte. A zeneszerző, Eggerth inspirációjára, új koloratúrszoprán számokkal egészítette ki a darabot. A budapesti sikersorozatot Zerkovitz Béla Aranyvonat című darabja zárta.
Kálmán Imre húga, akivel egy budapesti előadás után ismerkedtek össze, bemutatta Bécsben dolgozó testvérének. Kálmán Eggerth Mártának adta – a második szereposztásban – A montmartre-i ibolya főszerepét a bécsi Johann Strauss Színházban. Már a nyolcadik előadás után előlépett az első szereposztásba. Az előadást meghívták a hamburgi Volksoperbe is, így Eggerth Németországban is hírnévre tett szert. Hamburgban, a A denevérben vendégszerepet is vállalt.
1927-ben filmszerepet kapott Berlinben, ezzel elindult nemzetközi filmes karrierje. Richard Eichberg filmrendező hívására Londonban forgatott, majd a berlini UFA filmgyárhoz szerződött.
A magyar filmművészetben azzal tett szert hírnévre, hogy Jávor Pál oldalán 1929-ben, az első magyar hangosfilmben (Csak egy kislány van a világon) – mindketten ekkor debütáltak – játszott főszerepet. A film eredetileg némafilmnek készült, ami látszik is a színészi játékon.
Itthon csak ezt az egy filmet forgatta, később 1930 és 1936 között negyven film sztárja volt. Többek között a Csárdáskirálynő, a Hawaii rózsája és a Pacsirta főszerepeit játszotta, énekelte. Több film külföldi változatában is szerepet kapott, így lehetősége nyílott angolul, franciául és olaszul is szerepelni.
Filmekben azzal a feltétellel vállalt szerepet, ha az adott filmben elénekelhet egy magyar dalt.
„A filmszerződéseimben benne volt, hogy minden filmbe kell egy magyar dal. Erre soha nem kaptam Magyarországról egy… köszönetről ne beszéljünk, de egy megjegyzést, egy kis elismerést sem. Soha nem kaptam. Azért énekeltem, mert a szívemből jött” – nyilatkozta 2006-ban.

## Házassága és kivándorlása
1934-ben, a Mein Herz ruft nach dir (A szívem érted dobog) című film forgatásán ismerkedett meg a kor ünnepelt operaénekes sztárjával, a lengyel Jan Kiepurával.
A filmes szerelem „civilben” is folytatódott, 1936-ban házasodtak össze. Ettől kezdve gyakran léptek fel együtt. A kor legünnepeltebb szerelmespárjai közé tartoztak. 1938-ban először Dél-Franciaországba költöztek, majd az Egyesült Államokba vándoroltak ki (Eggerth egyik szülője ágán zsidó származású volt, és Kiepura hazájára is rávetült a náci Németország árnyéka).
Eggerth csak 1940-ben lépett újra színpadra, a Higher and Higher című nagy sikerű musicalben. Hamarosan a New York-i Broadway musicaljeinek egyik nagy sztárja lett, mivel nemcsak gyönyörűen énekelt, de nagyon jól táncolt is. 1943-tól 2000 alkalommal játszotta a A víg özvegy főszerepét a Majestic Theatre-ben.
Koncertezett Rio de Janeiróban, São Paulóban, Kubában, Kanadában és a New York-i Metropolitanben is.

## Hollywoodi kitérő
Hollywoodi filmes karrierje (1942–1943) rövid volt, alig egy esztendeig tartott. Többek között Judy Garlanddal – akivel barátságot kötött – és Gene Kellyvel szerepelt együtt. 
New Yorkba visszatérő férjétől így azonban távol kellett élnie, amit nem vállalt hosszabb távra, ezenkívül nem érezte művészi adottságaihoz méltónak a hollywoodi filmes világot. Az MGM-mel forgatott két filmjét az utókor inkább Judy Garland nevéhez köti.
Ugyanakkor Hollywoodban a hangosfilm korszakában már nagyon nehéz dolga volt a külföldön nevelkedett nem angol anyanyelvű művészeknek. (Ezért nem arattak sikert olyan nagy magyar művészek sem, mint Jávor Pál vagy Kabos Gyula, szemben a némafilmkorszak sztárjával, Lugosi Bélával.)
Férjével 1947-ben egy időre visszatért Európába, ahol Eggerth Márta négy újabb filmet forgatott.
Férje 1966. augusztus 15-én halt meg. Fiaik: Sarbek és Marjan.

## Kilencvenen túl is aktív
Férje halála után megfogadta, hogy többé nem énekel, édesanyja azonban rábeszélte, hogy mégis folytassa.
Kilencvenedik születésnapját bécsi fellépéssel ünnepelték a Theater an der Wienben (2002. május 16-án), ebből az alkalomból életéről portréfilm készült Csak egy kislány címmel.
A születésnap alkalmából Berlinben kiállítást rendeztek, amely később Bécsben és Budapesten is látható volt. A tárlaton elsősorban Eggerth Márta egy rajongójának, Kőniger Miklósnak a gyűjteménye, képanyaga volt látható.
2006. április 6-án a New York-i Scandinavia House/Victor Borge Hallban adott nagy sikerű koncertet.

## „Imádom a magyar nyelvet. Gyönyörű!”
Magyarországon 2006–2007-ben kezdődött kisebbfajta Eggerth Márta-reneszánsz, amikor sokan újra felfedezték a művésznőt, elsősorban néhány róla szóló televíziós műsor hatására. Az anyanyelvét, magyarságát megőrző művésznővel sem a szakma, sem a mindenkori hatalom nem kereste a kapcsolatot. Így történhetett, hogy többszöri bécsi vendégszereplései, látogatásai alkalmával – meghívás hiányában – sem ugrott át imádott szülőhazájába.
Lemeze, CD-je Magyarországon nem elérhető. Szerepel viszont A magyar opera csillagai című válogatás első kötete harmadik lemezének zárószámaként. Az 1937-ben készült felvételen Puccini Bohémélet című operájából énekel egy részletet.

## A századik születésnap. „Az életem olyan volt, mint egy álom”
Századik születésnapján az operett Callasának nevezett világsztár, két bypass műtét után lábfájósan, de teljes szellemi frissességgel üzente a Salzburger Nachrichtenen keresztül Európába: „Engem most is jobban érdekel a ma, mint a múlt”.
- Bokor Balázs nagykövet, Los Angeles-i főkonzul telefonon köszöntötte a századik születésnapján is jó egészségnek örvendő művésznőt.[11]
- A Duna Televízió – több műsorsávban is – egy korábbi dokumentumfilmmel emlékezett meg róla.
- A Bartók Rádió április 19-én, Köszöntjük a 100 éves Eggerth Márta énekművészt, színművészt címmel, Ménes Aranka szerkesztésében sugárzott műsort. Az összeállításban rövidítve volt hallható Kerényi Dávid 2002-ben készített, kilencvenedik születésnapi összeállítása.
- A Kossuth Rádió április 28-án, a Smink nélkül című műsorban is emlékezett. A szerkesztő Farkas Erika, a riporter Varga Júlia volt. Kőniger Miklós riporternek sikerült telefonon, a századik születésnapon beszélnie a művésznővel.
- Salzburger Nachrichten: Mein Leben war wie ein Traum.
- Frankfurter Rundschau: Schön, reich und berühmt.
- Europen Filmstar: Happy 100, Márta Eggerth!
- Hollywood Progressive: Marta Eggerth, Operetta Superstar, Turning 100.
- The Washington Post: Marta Eggerth at 100.
- Classical Iconoclast: Marta Eggerth is 100 and still singing.
- Némafilm-blog: Balogh Gyöngyi írása
- Operavilág: Bóka Gábor írása
- Youtube-összeállítás

## Fővárosi Operettszínház
- Kemény Egon – Bródy István – Harmath Imre: „Kikelet ucca 3”. ("Kikelet utca 3.") Pesti operett 3 felvonásban, nagyoperett. Történik: 1929-ben. Színhely: Budapest, a Ferencvárosban (Franzstadt) és a Ligetben. Bemutató: Fővárosi Operettszínház (ma: Budapesti Operettszínház), 1929. április 27. Főszereplők: Somogyi Erzsi, Eggerth Márta, Fejes Teri, Kertész Dezső, Sarkadi Aladár, Halmay Tibor, Kabos Gyula, Szirmai Imre. Rendező: Szabolcs Ernő Karmester: Ábrahám Pál. Díszlet: Gara Zoltán. Ruhatervező: Váradi Tihamér. Jelmez: Berkovits Andor. A táncokat betanította: Rott Ferenc.

## Filmjei (válogatás)
- Csak egy kislány van a világon (1930)
- Az özvegy vőlegény (Bräutigamswitwe, 1931) Beaconsfield Studios, London
- Egy lány, egy dal, egy csók (Ein Lied, ein Kuss, ein Madel, 1932)
- Es war einmal ein Walzer (1932)
- A cárevics (1933)
- A szívem téged hív (1934, Kiepurával együtt)
- Bohémélet (Zauber der Boheme, 1937, Bolváry Géza filmje, Kiepurával)
- For me and my Gal (1942, Busby Berkeley filmje, Gene Kellyvel és Judy Garlanddal)
- Presenting Lily Mars (1943)
- Tavasz Berlinben (1957, Arthur Maria Rabenalt filmje – utolsó közös filmszerepük Kiepurával)

## Díjai, elismerései
- George Washington-díj (2005)[12]